# Manuel Chumila Nocete
Manuel Chumila Nocete (Cabra, Córdoba, España, 16 de enero de 1969), más conocido como Manolo Chumilla, es un exfutbolista y entrenador de fútbol español que actualmente dirige al Real Jaén, equipo que milita en el Grupo 9 de la Tercera Federación.

## Trayectoria

### Como jugador
Natural de Cabra, Manolo debutaría en 1986 como jugador del Real Jaén Club de Fútbol y tras dos etapas cortas en el Real Valladolid y Xerez CD, regresaría al conjunto de la capital jienense retirándose en 2003, convirtiéndose en el jugador que más veces ha vestido la camiseta del club con 444 partidos.

### Como entrenador
Manolo comenzaría su carrera en los banquillos en la temporada 2008-09 en las filas del Atlético de Porcuna Club de Fútbol de la Tercera División de España, al que dirige durante tres temporadas.
En la temporada 2011-12, se convierte en entrenador del Real Jaén Club de Fútbol "B".
En la temporada 2014-15, firma como entrenador de Los Villares CF de la Tercera División de España, al que dirige durante dos temporadas.
En julio de 2016, firma como entrenador del UDC Torredonjimeno de la Tercera División de España, al que dirige durante seis temporadas.
El 19 de mayo de 2022, firma por el Real Jaén Club de Fútbol de la Tercera División de España.

## Clubes

### Como entrenador
| Club               | País   | Año       |
| ------------------ | ------ | --------- |
| Atlético Porcuna   | España | 2008-2011 |
| Real Jaén CF "B"   | España | 2011-2012 |
| Los Villares CF    | España | 2014-2016 |
| UDC Torredonjimeno | España | 2016-2022 |
| Real Jaén CF       | España | 2022-2023 |
| Real Jaén CF       | España | 2025-Act. |